# Valentinus Saeng

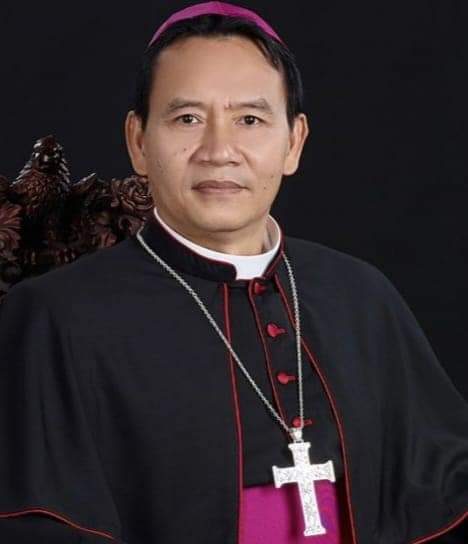
Valentinus Saeng, 2022

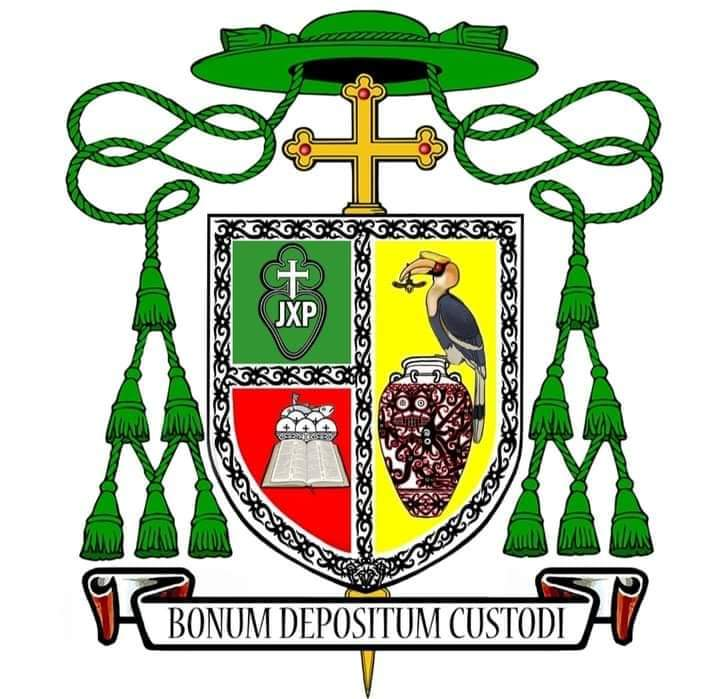
Bischofswappen

Valentinus Saeng CP (* 28. Oktober 1969 in Keramuk, Borneo) ist ein indonesischer Ordensgeistlicher und römisch-katholischer Bischof von Sanggau.

## Leben
Valentinus Saeng trat 1989 der Ordensgemeinschaft der Passionisten bei, studierte am interdiözesanen Priesterseminar in Malang, legte am 22. August 1996 die ewige Profess ab und empfing am 26. September 1998 das Sakrament der Priesterweihe.
Nach weiteren Studien an der Päpstlichen Universität Heiliger Thomas von Aquin in Rom erwarb er 2001 das Lizenziat in Philosophie und wurde 2009 promoviert. Anschließend war er in verschiedenen Positionen in der Ausbildung des Ordensnachwuchses tätig. Ab 2016 leitete er das geistliche Zentrum der Passionisten in Malang.
Papst Franziskus ernannte ihn am 18. Juni 2022 zum Bischof von Sanggau. Der Apostolische Nuntius in Indonesien, Erzbischof Piero Pioppo, spendete ihm am 11. November desselben Jahres die Bischofsweihe. Mitkonsekratoren waren der Erzbischof von Jakarta, Ignatius Kardinal Suharyo Hardjoatmodjo, und sein Amtsvorgänger Giulio Mencuccini CP.